# Дороватка (Вологодская область)
Дороватка — деревня в Междуреченском районе Вологодской области.
Входит в состав Туровецкого сельского поселения, с точки зрения административно-территориального деления — в Туровецкий сельсовет.
Расстояние по автодороге до районного центра Шуйского — 34 км, до центра муниципального образования Туровца — 41 км. Ближайшие населённые пункты — Воробьево, Нижний Починок, Слободка.
По переписи 2002 года население — 2 человека.